# هايدي مور
هايدي مور (بالألمانية: Heidi Mohr) هي لاعبة كرة قدم ألمانية في مركز الهجوم ولد في يوم 29 مايو 1967 في بلدة فاينهايم في ألمانيا الغربية، بدأت باللعب مع منتخب ألمانيا لكرة القدم للسيدات من سنة 1986 إلى سنة 1996 في 104 مباراة دولية وسجلت 83 هدف مع المنتحب، حققت الوصافة مع منتخب الألماني في بطولة كأس العالم لكرة القدم للسيدات 1995 في السويد بعد خسارتها مع منتخب النرويج لكرة القدم للسيدات 2-0، كما حققت مع المنتخب بطولة أوروبا مرتين الأولى كانت في بطولة أمم أوروبا لكرة القدم للسيدات 1989 في ألمانيا الغربية والثانية كانت في بطولة أمم أوروبا لكرة القدم للسيدات 1991 في الدنمارك وتمكنت من تسجيل 8 أهداف لها في البطولة، على صعيد الأندية لعبت مع أندية نايدركيرخن ونادي أيرباخ ونادي إف إف سي فرانكفورت، أختيرت في سنة 1999 أفضل لاعبة في أوروبا في القرن ال20 ويبلغ دولها 167 سم.

## روابط خارجية
- هايدي مور على موقع الاتحاد الدولي (مؤرشف)  (الإنجليزية)
- هايدي مور على موقع قاعدة بيانات كرة القدم.إي يو (الإنجليزية)
- هايدي مور على موقع Soccerway.com (الإنجليزية)
- هايدي مور على موقع عالم كرة القدم.نت (الإنجليزية)
- هايدي مور على موقع أوليمبيديا (الإنجليزية)